# Michael Woods (futbolista)
Michael James Woods (York, Yorkshire, Inglaterra, 6 de abril de 1990), más conocido como Michael Woods, es un futbolista inglés. Juega de centrocampista y milita en el South Shields F. C. de la Northern Premier League. Su tío, Neil Woods, fue jugador y entrenador del Grimsby Town, mientras que su abuelo, Alan Woods, fue jugador del York City.

## Trayectoria
Woods rechazó una beca del Leeds United por firmar con el Chelsea. El presidente del Leeds United, Ken Bates, acusó al Chelsea de aprovecharse de los jóvenes de 16 años, así como de dos jugadores del Leeds. Finalmente, los dos clubes acordaron más tarde una solución extrajudicial, acordando que el Chelsea debía pagar una indemnización 5 millones de libras esterlinas por Woods y Tom Taiwo.
Después de pasar un tiempo en el equipo de reservas, Woods hizo su debut con el Chelsea ante el Macclesfield Town en la tercera ronda de la FA Cup el 6 de enero de 2007, convirtiéndose en el cuarto jugador más joven en debutar con el Chelsea, con 16 años y 275 días de edad. En ese partido, Woods sustituyó a Frank Lampard en el minuto 79. Actualmente, Woods ha disputado 2 partidos con el Chelsea en la FA Cup, pero aún falta su debut en la Premier League. Aunque su progreso fue interrumpido por una serie de lesiones, ha estado siempre presente en las reservas.
Sin embargo, no fue sino hasta septiembre de 2010 cuando Woods volvió a estar dentro de los planes del primer equipo, cuando fue inscrito en la Lista B de la plantilla que disputó la Liga de Campeones, utilizando el dorsal #59. Sin embargo, el 25 de noviembre de 2010, Woods fue cedido al Notts County de la Football League One hasta el 9 de enero de 2011. Su debut con este equipo fue el 14 de diciembre de 2010 en un partido de FA Cup ante el AFC Bournemouth, al haber entrado en el minuto 3 por el lesionado Ricky Ravenhill. En ese partido, el Notts County se impuso por 3-1.
El 16 de mayo de 2011, Woods se proclamó campeón de la Premier Reserve League con una victoria por 5-4 en penales sobre el Blackburn Rovers, en donde Woods marcó el penal que le dio al Chelsea su primer título de liga a nivel juvenil en su historia. Luego de que su contrato con el Chelsea expirase al finalizar la temporada, Woods decidió no renovar su contrato, quedando en libertad.
Durante el mes de julio de 2011, Woods fue a probarse al Aberdeen FC de Escocia.

## Selección nacional
Woods ha sido internacional con la selección de Inglaterra sub-16, sub-17, sub-19 y sub-20. Con la Sub-17 disputó la Copa Mundial de Fútbol Sub-17 de 2007 y con la Sub-20 disputó la Copa Mundial de Fútbol Sub-20 de 2009.

## Clubes
| Club                        | País       | Año       |
| --------------------------- | ---------- | --------- |
| Chelsea F. C.               | Inglaterra | 2007-2011 |
| Notts County F. C. (cedido) | Inglaterra | 2010      |
| Yeovil Town F. C.           | Inglaterra | 2012      |
| Doncaster Rovers F. C.      | Inglaterra | 2012-2013 |
| Harrogate Town A. F. C.     | Inglaterra | 2013-2014 |
| Hartlepool United F. C.     | Inglaterra | 2014-2018 |
| Harrogate Town A. F. C.     | Inglaterra | 2018-2019 |
| Dover Athletic F. C.        | Inglaterra | 2019-2020 |
| York City F. C.             | Inglaterra | 2020-2022 |
| South Shields F. C.         | Inglaterra | 2022-     |